# Gabriel Senanes
Gabriel Senanes (Buenos Aires, 16 de abril de 1956) es un compositor, director de orquesta, periodista y médico argentino. 

## Trayectoria profesional
Fue Director de Música de la Ciudad de Buenos Aires, Director General y Artístico del Teatro Colón.
Sus obras nutren una vasta y premiada discografía tanto en su rol de compositor, director o multiinstrumentista como a cargo de la dirección de grabación, producción, edición y mezcla. Compuso además música para cine, televisión, radio y teatro. 
Ha sido arreglador y director musical de primerísimas figuras del rock, tango, folclore, pop, jazz y la música clásica, como Charly García, Sui Generis, Mercedes Sosa, Martha Argerich, Camerata Bariloche, Paquito D’Rivera, Los Cadillacs, Fernando Suárez Paz, Leopoldo Federico, León Gieco, Peteco Carabajal y muchos más.
Con Paquito D’Rivera y el cuarteto de cuerdas Buenos Aires ganó en 2005 el primer Latin Grammy para un CD clásico argentino, “Riberas”, que incluye obras y arreglos suyos. Dos producciones posteriores, "Piazzolla de cámara" (2013) y "A Piazzolla y A Ramírez" (2014), con orquesta bajo su dirección, son nominadas a los Latin Grammy 2013 y 2014.
En 2017, su disco Cuerdas fue nominado al premio Gardel.
El 13 de abril de 2018 se estrenó Fragmentos (des)concertantes, concierto para viola y orquesta, con Elizabeth Ridolfi (viola) y la Orquesta Nacional de Música Argentina dirigida por Gustavo Fontana en el Centro Cultural Kirchner.
El 10 de noviembre de 2019 en el Auditorio Nacional del Centro Cultural Kirchner dirige la Camerata Argentina en un concierto dedicado a una antología de sus obras para orquesta de cuerdas.
El 17 y 18 de enero de 2020 participa como compositor, arreglador y director invitado del Tributo a Lalo Schifrin en el Symphony Space de Nueva York promovido por la Afro Latin Jazz Orchestra de Arturo O'Farrill, estrenando su obra Lalo cura la locura.
Condujo a fines de los '80 su programa radial Camarín de las musas, en Radio Municipal y luego Radio Ciudad de Buenos Aires, para el cual compuso además su cortina musical y separadores. En el año 2020, Camarín de las musas retorna al aire en Radio Nacional Clásica.
Ha merecido el premio Konex como periodista en 2007.
Interamerican Music Friends y la Organización de Estados Americanos, The Commission Project, American Saxophone Quartet, Simón Blech, el Massachusetts Institute of Technology (M.I.T.), Fundación Encuentros, Cultura de la Nación, Camerata Bariloche y varios festivales internacionales le han encomendado composiciones para su estreno.
Junto a Pablo Marcovsky (piano, saxo, melódica y guitarra) y Diego Arnal (bajo, guitarra, trompeta) presenta sus composiciones con su trío SenaneS 3, en el que toca saxo, guitarra, piano, bansuri y canta. 
Es Profesor de Composición en la Universidad Nacional de las Artes (UNA).
Ha sido jurado de destacados concursos de Argentina y el exterior, como el prestigioso Concurso Internacional de Composición Alberto Ginastera 2000 en Islas Canarias junto a Marlos Nobre (Brasil), Tomás Marco (España), Mario di Buenaventura (Estados Unidos), Siegfred Matthus (Alemania), José Falcón (España) y Klaus Huber (Italia), el Premio Nacional de Composición de Argentina (1997) junto a Simón Blech, Manolo Juárez, Juan Carlos Zorzi y Jesús Gabriel Segade, el Premio Clarín y muchos otros.
El 18 de agosto de 2022 recibe el Premio Radio Nacional Clásica como Compositor Consagrado.
El 7 de julio de 2023 en la sala sinfónica del Centro Cultural Kirchner la Orquesta Sinfónica Nacional, con dirección de Gustavo Fontana, estrena en Argentina su obra "Altergato (Tres tristes traviesos en Treviso)", encomendada por el Festival Finestre sul Novecento, que el propio compositor estrenó en Treviso, Italia el 13 de octubre de 2004 con la Filarmonia Veneta y ese mismo año con la Orquestra Sinfônica Nacional da UFF, Río de Janeiro, Brasil.
En julio de 2023 Radio Nacional Clásica publica la filmación del concierto realizado el 14 de agosto de 2021 en el Centro Cultural San Martín por la Camerata R40 con dirección de Senanes, con obras de Mozart, Grieg y estrenos, encomendados por RNC, de Julieta Lizzoli y el propio Senanes, con la participación de Rubén Albornoz como solista de oboe. (vide supra Referencia 58, Diario Clarín 05/07/2023)
El 7 de septiembre de 2023, por iniciativa conjunta de los diputados Claudia Neira, Maia Daer y Cecilia Segura (Frente de Todos), Matías López (Vamos Juntos), Manuela Thourte (UCR), Facundo del Gaiso (Coalición Cívica) y Jessica Barreto (Partido Socialista) y luego por votación unánime, la Legislatura de la Ciudad Autónoma de Buenos Aires lo declara Personalidad Destacada de la Cultura de Buenos Aires.
El 4 de septiembre de 2024 dirige nuevamente la Orquesta Sinfónica Nacional de Argentina en el Centro Cultural Kirchner estrenando obras de Fernando Otero, Lionel Ziblat y su propia composición "Duende suelto, la película".
Compuso canciones con letras de Enrique Cadicamo, Hamlet Lima Quintana, Víctor Heredia, Teresa Parodi, Pedro Aznar, José Tchercaski, Antonio Tarragó Rós, León Gieco, Martín Caparrós y otros.